# 투지 (몬테네그로)

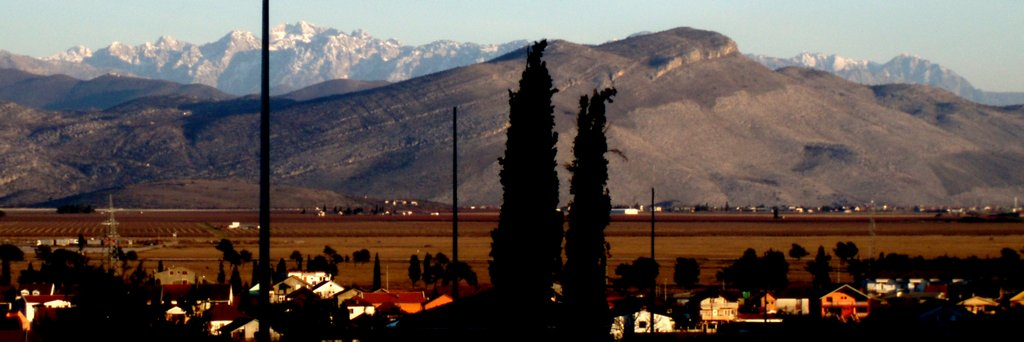

투지(몬테네그로어: Тузи, Tuzi)는 몬테네그로 포드고리차에 위치한 지방 자치체로, 도시 인구는 4,748명(2011년 인구 조사 기준), 지방 자치체 인구는 12,096명(2011년 인구 조사 기준)이다.
슈코더르호 북서부에 위치하며 포드고리차에서 10km, 크로아티아 두브로브니크에서 150km, 알바니아 티라나에서 130km 정도 떨어진 곳에 위치한다. 전체 인구 가운데 약 60%는 알바니아인이고 37%는 슬라브계 무슬림과 몬테네그로인이다. 종교는 로마 가톨릭 교회가 다수를 차지하며 그 다음으로는 이슬람교가 많다. 반면 동방 정교회는 적은 편이다.